# Microregione di Macau
Macau è una microregione dello Stato del Rio Grande do Norte in Brasile, appartenente alla mesoregione di Central Potiguar.

## Comuni
Comprende 5 comuni:
- Caiçara do Norte
- Galinhos
- Guamaré
- Macau
- São Bento do Norte